# نهاية أميركا: رسالة تحذير موجهة إلى الشباب الوطنيين
نهاية أميركا: رسالة تحذير موجهة إلى الشباب الوطنيين هو كتاب صدر عام 2007 من تأليف نعومي وولف، ونشرته دار تشيلسي جرين للنشر في وايت ريفر جنكشن ، فيرمونت. تقول وولف بأن الأحداث التي وقعت في أمريكا في بداية العقد الأول من القرن الحادي والعشرين تشابهت مع ما حصل في السنوات الأولى من نشوء أسوأ الديكتاتوريات في القرن العشرين، ودعت الأمريكيين إلى اتخاذ إجراءات لاستعادة قيمهم الدستورية قبل أن يواجهوا نفس المصير. يوضح الكتاب ما تصوره وولف على أنه عشر خطوات في انتقال المجتمعات المفتوحة إلى أنظمة منغلقة.

## الخطوات العشر
تحدد وولف عشر خطوات اتبعتها تاريخيًا «المجتمعات المنغلقة» - مثل ألمانيا هتلر ، وإيطاليا موسوليني ، وروسيا في عهد ستالين. وتزعم أن هذه الخطوات يمكن ملاحظتها في أمريكا اليوم.
الخطوات هي:
1. استدعاء ثقافة الخوف من عدو داخلي وخارجي.
2. إنشاء سجون سرية لممارسة التعذيب.
3. تطوير طبقة اجتماعية بلطجية أو قوة شبه عسكرية غير مسؤولة أمام المواطنين.
4. إنشاء نظام مراقبة داخلي.
5. مضايقة الحيز العام.
6. الانخراط في الاعتقال والإفراج التعسفي.
7. استهداف الأفراد الرئيسيين.
8. السيطرة على الصحافة .
9. اعتبار النقد والمعارضة كخيانة.
10. تقويض سيادة القانون .

## وثائقي
أنتجت شركة IndiePix Films فيلمًا وثائقيًا يحمل نفس الاسم بناءً على الكتاب. تم إصدار الفيلم على قرص DVD وعلى الإنترنت في أكتوبر 2008.

## روابط خارجية
- مقابلة مع المؤلف
- مقابلة حول «نهاية أمريكا» مع نعومي وولف على The Alcove مع مارك مولارو
- يصف المؤلف الخطوات التي اتخذتها الأنظمة الفاشية القادمة وإدارة بوش والكونغرس الأمريكي بعد هجمات الحادي عشر من سبتمبر
- مقابلة After Words مع وولف عن كتاب نهاية أمريكا ، 25 سبتمبر 2007